# Ficcionalisme
El ficcionalisme, en filosofia, és una teoria metodològica que suggereix que un tipus de declaracions no han de ser preses literalment com una certesa, sinó només com una ficció útil. És una doctrina de Hans Vaihinger que reconeix a la ficció una funció positiva pel que fa a l'expressió de judicis correctes sobre la realitat. L'ús de les ficcions permet que hom s'adapti al medi.
Dos aspectes importants de ficcionalisme són el ficcionalisme modal –que estableix que els mons possibles, independentment de si existeixen o no, poden ser una part d'un discurs útil– i ficcionalisme matemàtic –que diu que parlar de números i altres objectes matemàtics no és més que una conveniència per fer ciència–. També a la metaètica, hi ha una posició equivalent anomenada ficcionalisme moral.
El ficcionalisme consisteix en, almenys, les següents concepcions:
1. Les reclamacions fetes en el domini del discurs es prenen com a "veritat-apt", és a dir, vertader o fals.
2. El domini del discurs, s'ha d'interpretar en sentit literal; no es redueix al significat una altra cosa.
3. L'objectiu del discurs en un domini donat, no és veritat, però alguna virtut; per exemple, la senzillesa, l'abast de motius.